# 渡邊正範
渡邊 正範（わたなべ まさのり、1952年11月4日 - ）は、元競輪選手。日本競輪学校第33期卒業。現役時は日本競輪選手会福島支部所属。師匠は中軍富次（28期）。

## 戦績
1974年6月9日、取手競輪場でデビューし、初勝利を挙げた。
2012年1月5日に日本競輪学校第32期卒業の利根川勇が選手登録を削除されたため、同日より33期卒の渡邉が当時の現役最年長期にあたる選手となった。また同年2月3日に川崎競輪場で行われたA級チャレンジ決勝戦に進出（7着）した。
その後還暦での出走も達成したが、同年12月24日いわき平競輪場第2R・A級チャレンジ一般戦での4着を最後の出走とし、2013年1月7日選手登録消除。通算成績2936戦298勝。